# Шведова, Наталия Юльевна
Ната́лия Ю́льевна Шве́дова (25 декабря 1916, Москва — 18 сентября 2009, Москва) — советский и российский лингвист, доктор филологических наук, профессор, академик РАН (1997).

## Биография
Дочь литературного критика Юлия Исаевича Айхенвальда, в 1922 году вместе с группой российских учёных и деятелей культуры высланного за границу и в 1928 году трагически погибшего в Берлине.
Окончила переводческое отделение Московского областного техникума иностранных языков (1935), специализировалась на англистике. В 1940 году окончила факультет языка и литературы МГПИ.
С 1940 по 1944 год — старший преподаватель Мордовского учительского института и Мордовского государственного педагогического института (в годы войны — в Темникове Мордовской АССР).

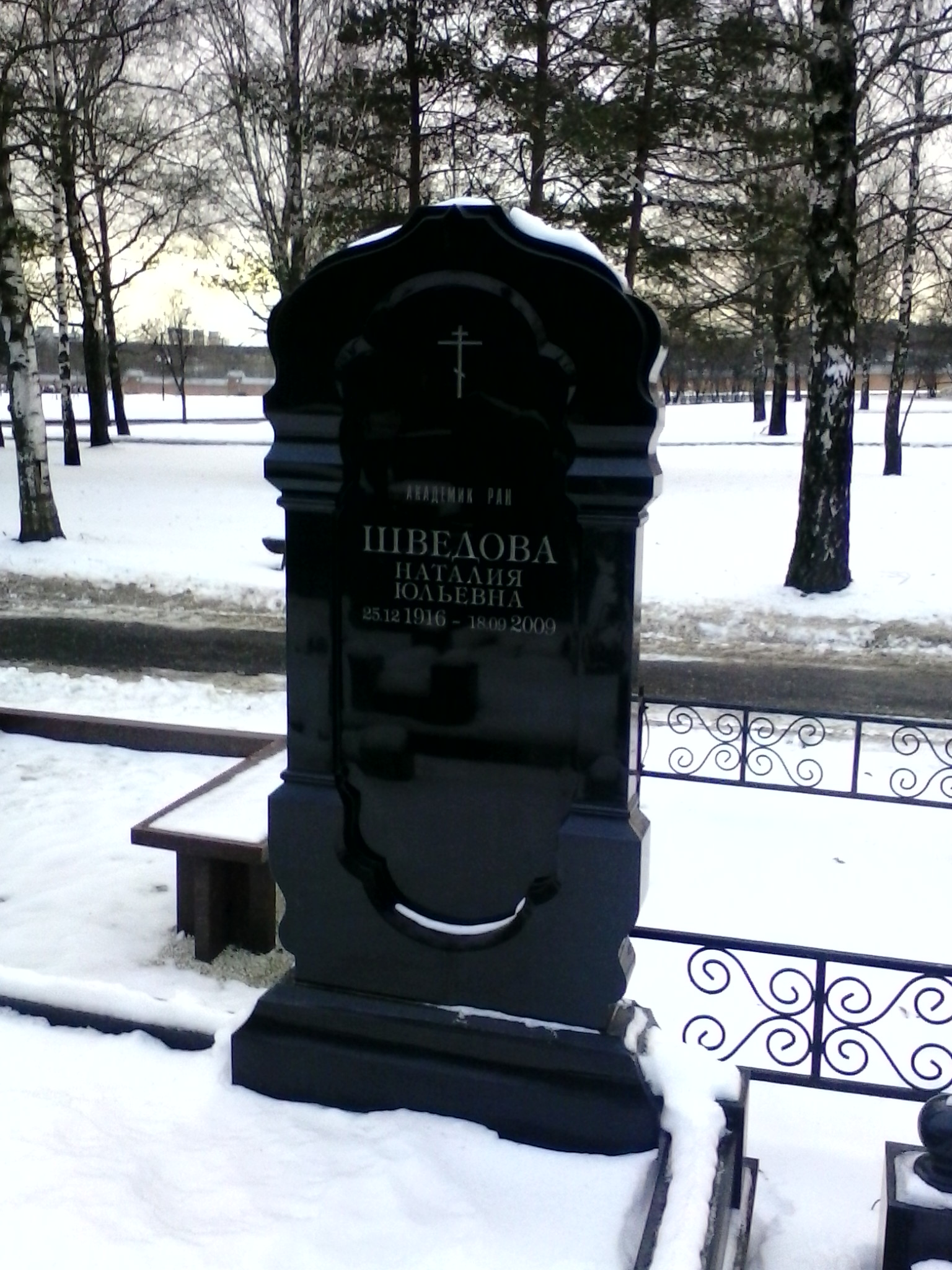
Могила Н. Ю. Шведовой на Троекуровском кладбище Москвы

В 1946 году окончила аспирантуру под руководством академика В. В. Виноградова, защитив кандидатскую диссертацию «Возникновение и развитие предикативного употребления полных прилагательных в русском языке». С этого же времени начала работать в Институте русского языка АН СССР (в разные годы сливавшемся с Институтом языкознания).
В 1958 году защитила докторскую диссертацию «Синтаксис русской разговорной речи. Строение простого предложения». В 1962—1972 годах читала теоретический курс «Синтаксис русского языка» и вела семинарские занятия на филологическом факультете МГУ, с 1964 года — профессор.
В Институте русского языка последовательно занимала должности младшего, старшего научного сотрудника и (в 1961—1989 годах) заведующей сектором литературного языка (в 1970 году преобразовавшегося в сектор грамматики и истории русского литературного языка, а в 1986 году — в отдел грамматики и лексикологии современного русского языка).
26 декабря 1984 года избрана членом-корреспондентом Академии наук СССР по Отделению литературы и языка (с 1991 года — член-корреспондент РАН). 29 мая 1997 года избрана академиком РАН. Член редколлегии журнала «Известия РАН. Серия литературы и языка».
В последние годы жизни возглавляла ведущую научную школу «Структурно-функциональное описание русского языка в аспекте взаимодействия грамматического и лексического строя, грамматической и лексической семантики, законов текста», основанную В. В. Виноградовым.
Скончалась на 93-м году жизни в ночь на 18 сентября 2009 года, похороны прошли 23 сентября на Троекуровском кладбище, гражданская панихида состоялась в ЦКБ РАН в Ясеневе.

## Научная деятельность
В течение многих лет Н. Ю. Шведова руководила большими коллективными темами. Под её руководством и при её активном участии как автора и редактора были изданы восьмитомный аннотированный «Библиографический указатель литературы по русскому языкознанию с 1925 по 1980 гг.» (удостоен премии Президиума АН СССР); академические Грамматики русского языка, в том числе три большие коллективные грамматики: «Грамматика современного русского литературного языка» (1970), двухтомная академическая «Русская грамматика» (1980), удостоенная Государственной премии СССР; «Краткая русская грамматика» (1989); грамматический том «Избранных трудов» акад. В. В. Виноградова; двухтомный труд «Слово и грамматические законы языка» (1989).
В 1994 году под редакцией Н. Ю. Шведовой вышла в свет монография В. В. Виноградова «История слов». Это издание, подготовленное группой русистов-лексикологов (учеников Виноградова и его ближайших сотрудников), представляет собой историческое исследование, проливающее свет на становление и развитие больших пластов русской лексики и фразеологии в их историческом взаимодействии.
После смерти С. И. Ожегова в 1964 году работала над пополнением и редактированием одного из самых известных и популярных русских словарей — однотомного «Словаря русского языка». С 1992 года этот словарь выходил под авторством Ожегова и Шведовой. В последние годы Шведова и её ученики работали также над русским идеографическим словарём «Мир человека и человек в окружающем его мире», описывающим картину мира, отражённую в языке (с 2003 года Шведова — главный редактор издания, создаваемого авторским коллективом на основе разработанной ею теоретической концепции).
Под руководством Н. Ю. Шведовой (при поддержке Российского фонда фундаментальных исследований) начат многотомный коллективный труд, не имеющий аналогов в русской лексикографической традиции, — «Русский семантический словарь» (тт. I—II, 1998—2000). В этой книге впервые в многоступенчатых классах слов представлена система современной русской общеупотребительной лексики. Основы концепции Н. Ю. Шведовой сформулированы в «Предисловии» к словарю (т. I) и других работах. Ею также была разработана теоретическая программа «Русская грамматика смыслов», концептуальные тезисы которой изложены в статье «Смысловой строй языка как основа его жизнедеятельности» (1991), в книге «Система местоимений как исход смыслового строения языка и его смысловых категорий» (в соавторстве с А. С. Белоусовой, 1995), в монографии «Местоимение и смысл» (1998), а также в цикле исследований по семантике русского глагола (2000—2001).

## Награды
- 1978 — серебряная медаль Университета имени Яна Евангелиста Пуркине в г. Брно (ЧССР)
- 1982 — Государственная премия СССР, как автору и главному редактору академической «Русской грамматики» (тт. 1—2, 1980), в которой реализована концепция неразрывной связи лексического и грамматического уровней языка и представлено принципиально новое описание его синтаксического строя
- 1986 — орден Дружбы народов
- 1990 — премия им. А. С. Пушкина АН СССР «за работу „Словарь русского языка“»[2]
- 2002 — орден Дружбы
- 2006 — Благодарность Президента Российской Федерации — за большие успехи в научной деятельности и подготовке квалифицированных кадров[3]
- 2009 — золотая медаль им. В. И. Даля РАН «за цикл научных трудов по проблемам исследования лексико-грамматической системы русского литературного языка и её смыслового строения»

## Труды
- 1960 — «Очерки по синтаксису русской разговорной речи», в которой вслед за работой Л. П. Якубинского было положено начало изучению русской разговорной речи
- 1964 — «Изменения в системе простого предложения» в составе исследования «Очерки по исторической грамматике русского литературного языка XIX в.»
- 1966 — «Активные процессы в современном русском синтаксисе», в которой были вскрыты глубинные закономерности в сфере развития словосочетаний
- 1970 — раздел «Синтаксис простого предложения» в «Грамматике современного русского литературного языка»
- В 1952 году была редактором-лексикографом 2-го издания «Словаря русского языка» С. И. Ожегова и после его смерти (1964) постоянно работала над пополнением и редактированием словаря[4] (c 9-го по 23-е издание). С 1991 года однотомный словарь русского языка выходит как произведение двух авторов — С. И. Ожегова и Н. Ю. Шведовой («Толковый словарь русского языка», изд. 1—4, 1991—2004)
- 1980 — раздел «Синтаксис простого предложения» в двухтомной академической «Русской грамматике»
- С 1986 года — руководитель и главный редактор «Русского семантического словаря» (т. 1, 1998; т. 2, 2000; т. 3, 2003; т. 4 — в печати; т. 5 — готовится к изданию), построенного на концепции существования лексики как естественной системы
- 1989 — раздел «Синтаксис простого предложения» в «Краткой русской грамматике»